# Hachisuka Mochiaki

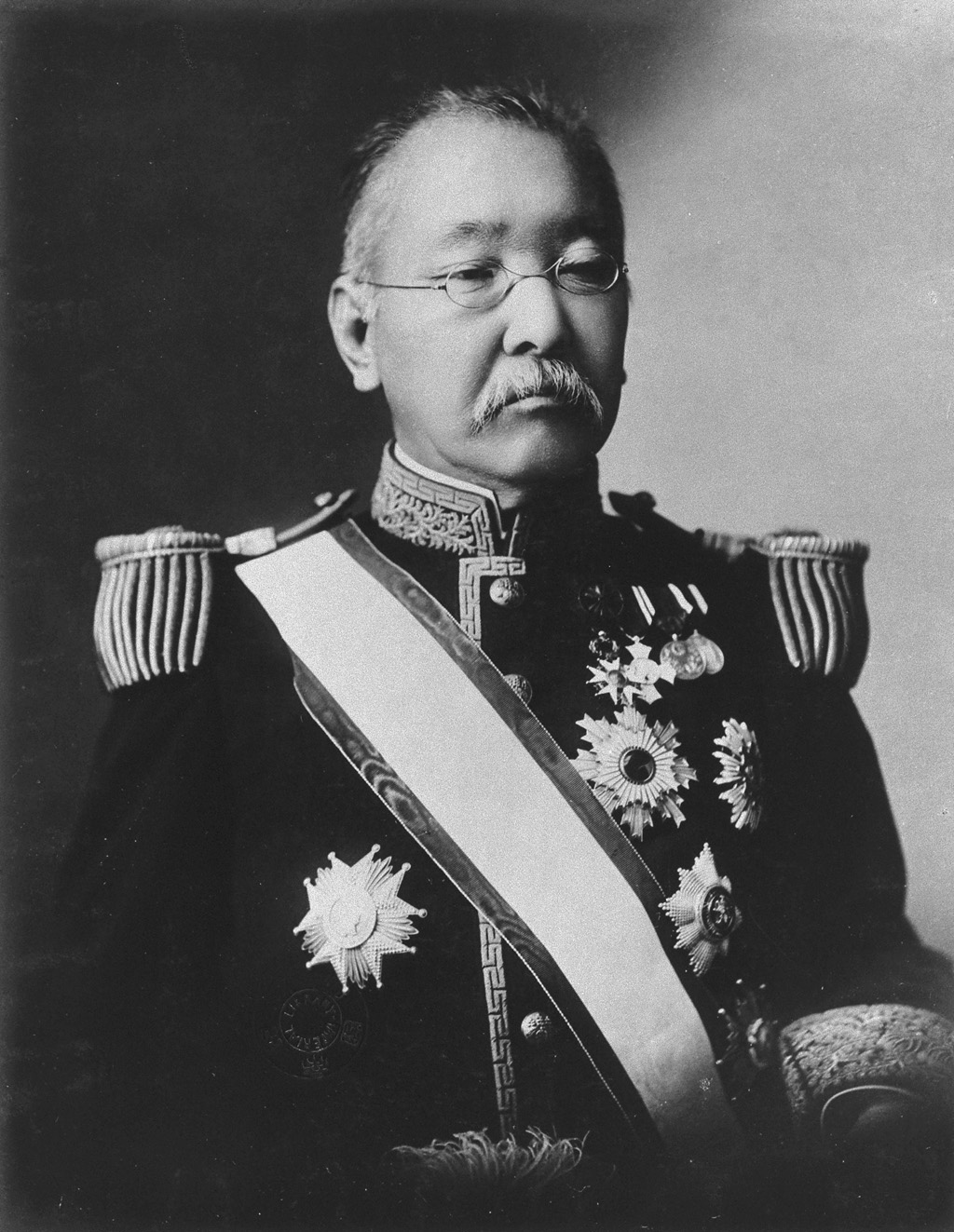
Hachisuka Mochiaki

Hachisuka Mochiaki (jap. 蜂須賀茂韶; * 28. September 1846 in Tokio; † 10. Februar 1918) war ein Diplomat und Staatsmann im Kaiserreich Japan, der zahlreiche Regierungsämter bekleidete und 1884 als Markgraf (Kōshaku) in den Erbadel (Kazoku) erhoben wurde. Er war unter anderem zwischen 1890 und 1891 Gouverneur von Tokio sowie von 1891 bis 1896 Präsident des Herrenhauses (Kizokuin), des Oberhauses des Reichstages (Teikoku-gikai). Im Anschluss fungierte er zwischen 1896 und 1897 als Bildungsminister im Kabinett Matsukata II.

## Leben
Hachisuka Mochiaki war der zweite Sohn von Hachisuka Narihiro, der zwischen 1843 und 1868 als Daimyō Herrscher der Tokushima-Domäne und Oberhaupt des Hachisuka-Klans war sowie ein Enkel von Tokugawa Ienari, der von 1786 bis 1837 der 11. Shōgun der Edo-Zeit war. Nach dem Tode seines Vaters wurde er 1868 Oberhaupt des Hachisuka-Klans und Gouverneur von Tokushima-Domäne. Er übernahm im Zuge der Meiji-Restauration (Taisei Hōkan), der Wiederherstellung der politischen Macht an Tennō Meiji, das Amt als Leiter der Verwaltung (Gijō) und damit eines der höchsten Ämter der neuen Regierung. Nach der Rückgabe der Ländereien und der Bewohner an den Kaiser, der sogenannten „Hanseki Hōkan“, wurde er 1869 Gouverneur der Präfektur Tokushima. Im Anschluss wurde er 1872 zum Studium an der University of Oxford ins Vereinigte Königreich entsandt und fungierte nach seiner Rückkehr 1879 von Juli bis September 1879 als erster Präsident des Versicherers Tokyo Marine Insurance sowie nach einer kurzzeitigen Tätigkeit im Außenministerium (Gaimu-shō) zwischen 1880 und 1882 als Leiter der Zollabteilung im Finanzministerium (ōkura-shō).
Nach einer kurzen Zeit als Mitglied des Beratungsgremiums der Legislative (Sanjiin) zwischen Mai und Dezember 1882 war Hachisuka Mochiaki von Dezember 1882 bis Juni 1887 Außerordentlicher Gesandter und Bevollmächtigter Minister in Frankreich. Zugleich war er zwischen 1883 und 1887 als Außerordentlicher Gesandter und Bevollmächtigter Minister in Belgien, Portugal, der Schweiz und Spanien akkreditiert. Während dieser Zeit wurde er 1884 als Markgraf (Kōshaku) in den Erbadel (Kazoku) erhoben. Nach seiner Rückkehr wurde er im Juni 1887 Mitglied des Ältestenrates (Genrōin) sowie 1890 Mitglied des Herrenhauses (Kizokuin), des Oberhauses des Reichstages (Teikoku-gikai). Als Nachfolger von Takasaki Goroku bekleidete er vom 19. Mai 1890 bis zu seiner Ablösung durch Tomita Tetsunosuke am 21. Juli 1891 den Posten als Gouverneur von Tokio.
Im Anschluss löste Hachisuka Mochiaki am 21. Juli 1891 Itō Hirobumi als Präsident des Herrenhauses (Kizokuin) ab und bekleidete dieses Amt fünf Jahre lang bis zum 3. Oktober 1896, woraufhin Konoe Atsumaro seine Nachfolge antrat. Danach fungierte er vom 28. September 1896 bis zum 6. November 1897 als Bildungsminister (monbukyō) im Kabinett Matsukata II. Nach seinem Ausscheiden aus der Regierung wurde er schließlich am 6. November 1897 Mitglied des Geheimen Kronrates (Sūmitsu-in), dem er bis zu seinem Tode am 10. Februar 1918 angehörte. Er war zudem Großgrundbesitzer in Hokkaidō und Förderer der traditionellen Gedichtform Haiku sowie des Theaters Nō. Nach seinem Tode erbte sein Sohn Hachisuka Masaaki, der zwischen 1924 und 1931 Vizepräsident des Herrenhauses war, den Titel als Markgraf.